# Acacia irrorata
Acacia irrorata — вид квіткових рослин з родини бобових. Ареал: Австралія (Новий Південний Уельс, Квінсленд, Вікторія).

## Середовище
Росте в сухому або вологому склерофільному лісі та на узбіччях тропічного лісу, часто поблизу водотоків.

## Біоморфологічна характеристика
Acacia irrorata — це невелике (4–12 метрів) дерево, яке дає квітки від блідо-жовтого до кремового кольору.